# Benoît van Innis
Benoît van Innis dit Benoît, né le 25 mai 1960 à Bruges (province de Flandre-Occidentale) et mort le 24 février 2024, est un dessinateur de presse, auteur de bande dessinée et plasticien belge francophone.

## Biographie

### Jeunesse
Benoît van Innis naît le 25 mai 1960 à Bruges,.
Il est le fils d'un conseiller juridique. Il grandit dans une grande famille avec sept frères et sœurs et, comme c'était typique de la noblesse flamande de l'époque, il parle français à la maison et néerlandais à l'école ou en ville. En 1976, il abandonne ses études au collège Notre-Dame de Bruges et il suit des cours de peinture à l'Institut Saint-Luc à Gand dans l'atelier du peintre Dan Van Severen, où il obtient son diplôme en 1984. Il compte René Magritte, William Steig, Saul Steinberg, Glen Baxter et Ronald Searle parmi ses influences graphiques.
Son romancier préféré est Francis Ponge, il admire des réalisateurs comme Luis Buñuel, Robert Bresson, Andrei Tarkovsky et Jacques Tati, et il adore la musique d'Erik Satie.

### Carrière
Le travail de Benoît est publié dans la presse néerlandophone comme Panorama (plus tard P-Magazine), Humo, Knack, et Vrij Nederland ainsi que dans les journaux De Morgen, De Standaard, NRC Handelsblad et De Volkskrant. Du côté francophone, on peut le lire dans Le Vif, Lire, Magazine Littéraire, Le Monde et Paris Match. Dans ce dernier magazine, Benoît publie des caricatures deux fois par semaine, en alternance avec Jean-Jacques Sempé. Benoît réalise également plusieurs couvertures pour Esquire et le prestigieux magazine hebdomadaire américain The New Yorker dont la première publication lui vaut une lettre de félicitations de Sempé, ce qui reste un moment fort de sa vie.
Son premier livre Rire en automne à Bruges est préfacé par Ever Meulen et publié par les éditions parisiennes B. Barrault en 1989. Il sort l'année suivante, son deuxième livre Le Musée interdit accompagné d'une introduction du poète flamand Roland Jooris (nl) aux éditions bruxelloises Magic Strip. Parmi ses autres titres figurent Felle Hemel (1993), Oncle Gilbert (1995), Bravo, Bravo ! (2000) et Le Vent est bleu (2002). Le catalogue d'exposition Papier, Beeld & Basis (1998) présente des œuvres de Benoît et Glen Baxter, scénarisées par Jan Florizoone et Bob Vincke. En 2008, à la demande de la pianiste Claire Chevalier, il réalise des illustrations inspirées de la musique des compositeurs Erik Satie et Francis Poulenc.
Ses dessins illustrent de nombreuses campagnes de publicités en particulier dans les années 1990, à la fois pour des produits de grande consommation (Telefunken...)  et des produits de luxe (Chanel...).

### Art du carrelage

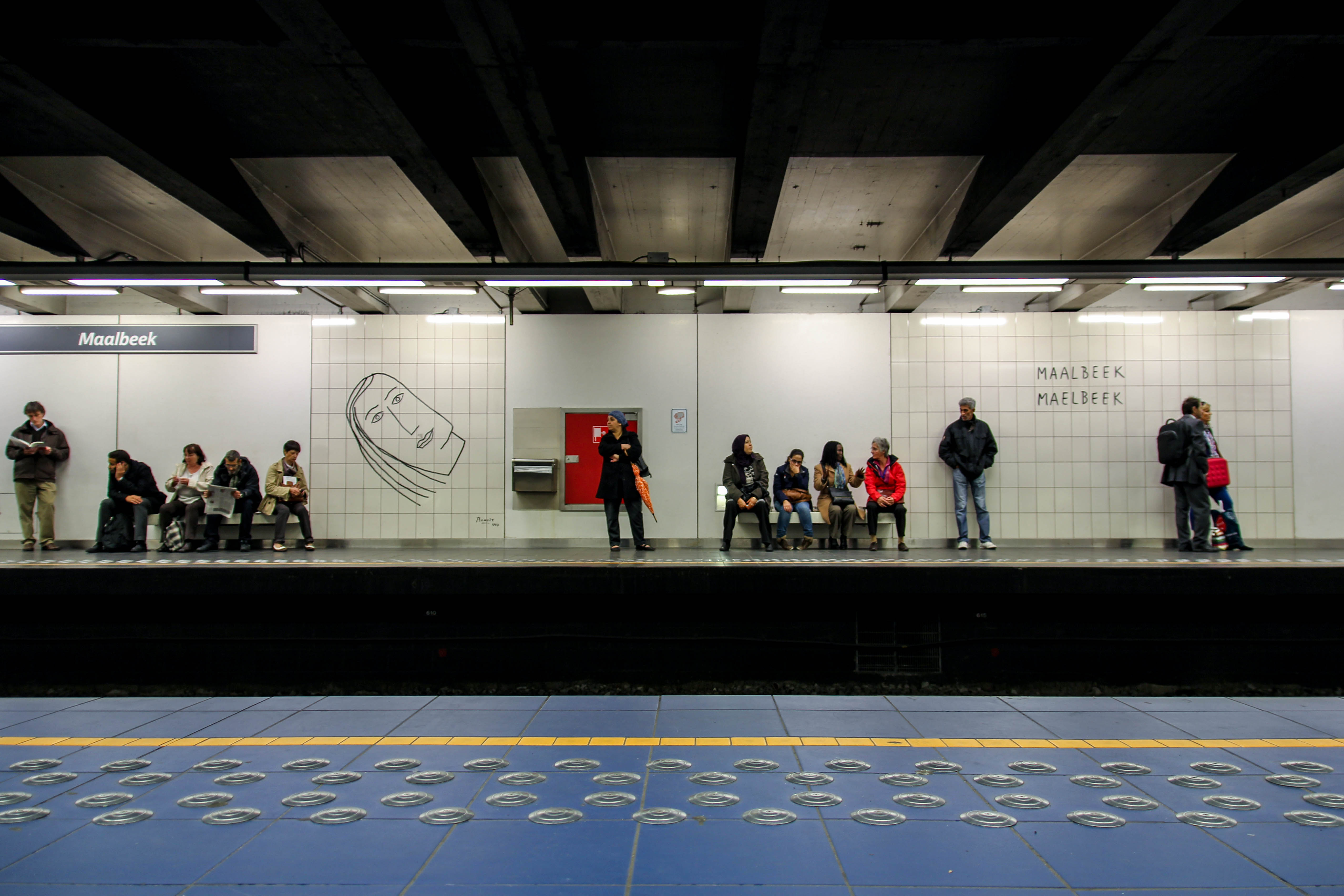
Œuvre de Benoît van Innis, en collaboration avec les architectes Henk De Smet et Paul Vermeulen dans la Station de métro Maalbeek.

Benoît est également connu pour son art du carrelage. Certaines de ses peintures murales colorées sont visibles à l'UC Louvain, sur la Grand Place de Deinze, au centre hospitalier de Wingene, au stade Jan Breydel à l'occasion de Bruges, capitale européenne de la culture, au restaurant De Refter à Bruges, à la piscine olympique Wezenberg d'Anvers, au bureau Mercator-Noordstar et à la station de métro Maalbeek. Les attentats du 22 mars 2016 à Bruxelles provoquent la destruction de cette dernière composée de huit personnages aux lignes épurées que l'artiste remplace par une autre en hommage aux victimes, pour laquelle il utilise l'encre noire en lieu et place de la bleue. L'œuvre est inaugurée le 18 juillet 2016 et elle représente un olivier qui « symbolise l'arbre de paix dans de nombreuses cultures ». Elle est accompagnée d'un poème qu'il écrit en français, en néerlandais, mais aussi dans les six langues de l'UNESCO.

### Autres productions
En outre, Benoît van Innis participe à l'album collectif Les Aventures du latex - La bande dessinée européenne s'empare du préservatif (Fondation du présent, 1991).

### Vie privée
Benoît van Innis a trois filles dont Alice van Innis (nl) également artiste. Il est un grand supporter du Club Bruges KV.

### Mort
Benoît van Innis meurt le 24 février 2024 des suites d'une longue maladie, à l’âge de 63 ans,,.

## Œuvre

### Publications

#### En français
- Rire en automne à Bruges, Paris, B. Barrault, 1989 (ISBN 9782736001018 et 273600101X)
- Le Musée interdit, Bruxelles, Magic Strip, 1990, 120 p. (ISBN 9782803501847 et 2803501848)
- Voyages aux pays de nulle part (1990)
- Oncle Gilbert, Paris, Éditions du Seuil jeunesse, 1er octobre 1995, 32 p. (ISBN 9782020247993 et 2020247992)
- Bleu outremer (Roel Goussey, 1997)
- Le Vent est bleu, Paris, Éditions Denoël, 30 octobre 2002, 94 p. (ISBN 9782207254059 et 2207254054)
- La Table, De Paepe, coll. « Contemporary artists » (no 17), 2008 (ISBN 9789077064160 et 9077064168)

#### En néerlandais
- (nl) Bravo! Bravo !, s.l., Jef Meert, 1er février 2000, 127 p. (ISBN 9789067713818 et 9067713813)

#### Albums de bande dessinée
- Les Aventures du latex - La bande dessinée européenne s'empare du préservatif[7], Fondation du Présent, novembre 1991
Scénario : collectif - Dessin : collectif dont Benoît van Innis - Couleurs : quadrichromie -  (ISBN 2-9700015-0-0)

## Postérité
Il a eu une forte influence sur le dessinateur de presse Steve Michiels.